# جیمز گوتریج
جیمز گوتریج (انگلیسی: James Gotheridge؛ زادهٔ ۱۸۶۳) بازیکن فوتبال اهل بریتانیا است.
از باشگاه‌هایی که در آن بازی کرده‌است می‌توان به باشگاه فوتبال منچستر یونایتد اشاره کرد.